# The Adventures
The Adventures ist eine nordirische Alternative Pop- bzw. Rockband, die von 1984 bis 1993 existierte. In den folgenden Jahrzehnten kam es zu mehreren Reunion-Konzerten, bevor die Band 2025 mit Once More With Feeling ihr erstes Studioalbum seit über 30 Jahren veröffentlichte.

## Geschichte
Die Gruppe wurde in Belfast gegründet. Sie unterzeichneten einen Schallplattenvertrag bei Chrysalis Records in London und veröffentlichten ihr Debütalbum Theodore and Friends im Jahr 1984. Speziell für den US-amerikanischen Markt wurde eine LP-Fassung mit gleichem Inhalt, aber unter dem Titel The Adventures herausgegeben.
Dieser ersten Schallplatte war jedoch kein besonderer Erfolg beschieden. Nach vier Jahren wechselten sie zu Elektra Records. Das dort 1988 veröffentlichte Album The Sea of Love enthielt ihren größten Single-Hit Broken Land und viele bombastische, manchmal an Jim Steinman erinnernde Kompositionen mit orchestraler Begleitung.
Nach zwei weiteren Alben löste sich die Band auf.

## Diskografie

### Alben
- The Adventures / Theodore and Friends (1985, Chrysalis)
- The Sea of Love (1988, Elektra)
- Trading Secrets with the Moon (1989, Elektra)
- Lions and Tigers and Bears (1993, Polydor)
- Once More With Feeling (2025, Cherry Red)

### Singles
- Another Silent Day (1984, Chrysalis)
- Send My Heart (1984, Chrysalis)
- Feel the Raindrops (1985, Chrysalis)
- Two Rivers (1985, Chrysalis)
- Broken Land (1988, Elektra)
- Drowning in the Sea of Love (1988, Elektra)
- One Step from Heaven (1988, Elektra)
- Your Greatest Shade of Blue (1990, Elektra)
- Bright New Morning (1990, Elektra)
- Raining All Over the World (1992, Polydor)
- Monday Monday (1993, Polydor)